# Martín Lucero
Martín Lucero (Buenos Aires, 23 de mayo de 1990) es un futbolista argentino, juega de mediocampista y su equipo actual es el Chacarita Juniors de la Primera B Nacional de Argentina.

## Clubes
| Club              | País      | Año         | PJ | Goles |
| ----------------- | --------- | ----------- | -- | ----- |
| Colegiales        | Argentina | 2009        | 1  | 0     |
| Figueirense "B"   | Brasil    | 2009 - 2010 |    |       |
| Brasil de Pelotas | Brasil    | 2010 - 2011 |    |       |
| Palmeiras "B"     | Brasil    | 2012        | 1  | 0     |
| Grêmio Barueri    | Brasil    | 2012        | 4  | 0     |
| Sportivo Belgrano | Argentina | 2013 - 2014 | 0  | 0     |
| Sorocaba          | Brasil    | 2014        |    |       |
| Colegiales        | Argentina | 2014 - 2016 | 65 | 10    |
| Banfield (Cedido) | Argentina | 2016 - 2018 | 22 | 0     |
| Colegiales        | Argentina | 2018 - 2019 | -  | -     |
| Chacarita Juniors | Argentina | 2019 -      | -  | -     |